# Evgeny Sveshnikov
Evgeny Ellinovich Sveshnikov (Jevgēņijs Svešņikovs) (Cheliabinsk, União Soviética, 11 de fevereiro de 1950 — 18 de agosto de 2021) foi um grande mestre letão, escritor, teórico e crítico sobre enxadrismo. Sveshnikov começou a competir aos dezessete anos no antigo campeonato soviético tornando-se MI em 1975 e GM em 1977. É conhecido por ser um forte crítico a divulgação dos jogos de campeonato em revistas e anuários da área e sua maior contribuição é no desenvolvimento de novas linhas da Defesa Siciliana e da variação do avanço da Defesa Francesa.

## Teoria
|   | a | b | c | d | e | f | g | h |   |
| 8 | a8 preto torre · c8 preto bispo · d8 preto rainha · e8 preto rei · f8 preto bispo · h8 preto torre · a7 preto peão · b7 preto peão · f7 preto peão · g7 preto peão · h7 preto peão · c6 preto cavalo · d6 preto peão · f6 preto cavalo · b5 branco cavalo · e5 preto peão · e4 branco peão · c3 branco cavalo · a2 branco peão · b2 branco peão · c2 branco peão · f2 branco peão · g2 branco peão · h2 branco peão · a1 branco torre · c1 branco bispo · d1 branco rainha · e1 branco rei · f1 branco bispo · h1 branco torre | a8 preto torre · c8 preto bispo · d8 preto rainha · e8 preto rei · f8 preto bispo · h8 preto torre · a7 preto peão · b7 preto peão · f7 preto peão · g7 preto peão · h7 preto peão · c6 preto cavalo · d6 preto peão · f6 preto cavalo · b5 branco cavalo · e5 preto peão · e4 branco peão · c3 branco cavalo · a2 branco peão · b2 branco peão · c2 branco peão · f2 branco peão · g2 branco peão · h2 branco peão · a1 branco torre · c1 branco bispo · d1 branco rainha · e1 branco rei · f1 branco bispo · h1 branco torre | a8 preto torre · c8 preto bispo · d8 preto rainha · e8 preto rei · f8 preto bispo · h8 preto torre · a7 preto peão · b7 preto peão · f7 preto peão · g7 preto peão · h7 preto peão · c6 preto cavalo · d6 preto peão · f6 preto cavalo · b5 branco cavalo · e5 preto peão · e4 branco peão · c3 branco cavalo · a2 branco peão · b2 branco peão · c2 branco peão · f2 branco peão · g2 branco peão · h2 branco peão · a1 branco torre · c1 branco bispo · d1 branco rainha · e1 branco rei · f1 branco bispo · h1 branco torre | a8 preto torre · c8 preto bispo · d8 preto rainha · e8 preto rei · f8 preto bispo · h8 preto torre · a7 preto peão · b7 preto peão · f7 preto peão · g7 preto peão · h7 preto peão · c6 preto cavalo · d6 preto peão · f6 preto cavalo · b5 branco cavalo · e5 preto peão · e4 branco peão · c3 branco cavalo · a2 branco peão · b2 branco peão · c2 branco peão · f2 branco peão · g2 branco peão · h2 branco peão · a1 branco torre · c1 branco bispo · d1 branco rainha · e1 branco rei · f1 branco bispo · h1 branco torre | a8 preto torre · c8 preto bispo · d8 preto rainha · e8 preto rei · f8 preto bispo · h8 preto torre · a7 preto peão · b7 preto peão · f7 preto peão · g7 preto peão · h7 preto peão · c6 preto cavalo · d6 preto peão · f6 preto cavalo · b5 branco cavalo · e5 preto peão · e4 branco peão · c3 branco cavalo · a2 branco peão · b2 branco peão · c2 branco peão · f2 branco peão · g2 branco peão · h2 branco peão · a1 branco torre · c1 branco bispo · d1 branco rainha · e1 branco rei · f1 branco bispo · h1 branco torre | a8 preto torre · c8 preto bispo · d8 preto rainha · e8 preto rei · f8 preto bispo · h8 preto torre · a7 preto peão · b7 preto peão · f7 preto peão · g7 preto peão · h7 preto peão · c6 preto cavalo · d6 preto peão · f6 preto cavalo · b5 branco cavalo · e5 preto peão · e4 branco peão · c3 branco cavalo · a2 branco peão · b2 branco peão · c2 branco peão · f2 branco peão · g2 branco peão · h2 branco peão · a1 branco torre · c1 branco bispo · d1 branco rainha · e1 branco rei · f1 branco bispo · h1 branco torre | a8 preto torre · c8 preto bispo · d8 preto rainha · e8 preto rei · f8 preto bispo · h8 preto torre · a7 preto peão · b7 preto peão · f7 preto peão · g7 preto peão · h7 preto peão · c6 preto cavalo · d6 preto peão · f6 preto cavalo · b5 branco cavalo · e5 preto peão · e4 branco peão · c3 branco cavalo · a2 branco peão · b2 branco peão · c2 branco peão · f2 branco peão · g2 branco peão · h2 branco peão · a1 branco torre · c1 branco bispo · d1 branco rainha · e1 branco rei · f1 branco bispo · h1 branco torre | a8 preto torre · c8 preto bispo · d8 preto rainha · e8 preto rei · f8 preto bispo · h8 preto torre · a7 preto peão · b7 preto peão · f7 preto peão · g7 preto peão · h7 preto peão · c6 preto cavalo · d6 preto peão · f6 preto cavalo · b5 branco cavalo · e5 preto peão · e4 branco peão · c3 branco cavalo · a2 branco peão · b2 branco peão · c2 branco peão · f2 branco peão · g2 branco peão · h2 branco peão · a1 branco torre · c1 branco bispo · d1 branco rainha · e1 branco rei · f1 branco bispo · h1 branco torre | 8 |
| 7 | a8 preto torre · c8 preto bispo · d8 preto rainha · e8 preto rei · f8 preto bispo · h8 preto torre · a7 preto peão · b7 preto peão · f7 preto peão · g7 preto peão · h7 preto peão · c6 preto cavalo · d6 preto peão · f6 preto cavalo · b5 branco cavalo · e5 preto peão · e4 branco peão · c3 branco cavalo · a2 branco peão · b2 branco peão · c2 branco peão · f2 branco peão · g2 branco peão · h2 branco peão · a1 branco torre · c1 branco bispo · d1 branco rainha · e1 branco rei · f1 branco bispo · h1 branco torre | a8 preto torre · c8 preto bispo · d8 preto rainha · e8 preto rei · f8 preto bispo · h8 preto torre · a7 preto peão · b7 preto peão · f7 preto peão · g7 preto peão · h7 preto peão · c6 preto cavalo · d6 preto peão · f6 preto cavalo · b5 branco cavalo · e5 preto peão · e4 branco peão · c3 branco cavalo · a2 branco peão · b2 branco peão · c2 branco peão · f2 branco peão · g2 branco peão · h2 branco peão · a1 branco torre · c1 branco bispo · d1 branco rainha · e1 branco rei · f1 branco bispo · h1 branco torre | a8 preto torre · c8 preto bispo · d8 preto rainha · e8 preto rei · f8 preto bispo · h8 preto torre · a7 preto peão · b7 preto peão · f7 preto peão · g7 preto peão · h7 preto peão · c6 preto cavalo · d6 preto peão · f6 preto cavalo · b5 branco cavalo · e5 preto peão · e4 branco peão · c3 branco cavalo · a2 branco peão · b2 branco peão · c2 branco peão · f2 branco peão · g2 branco peão · h2 branco peão · a1 branco torre · c1 branco bispo · d1 branco rainha · e1 branco rei · f1 branco bispo · h1 branco torre | a8 preto torre · c8 preto bispo · d8 preto rainha · e8 preto rei · f8 preto bispo · h8 preto torre · a7 preto peão · b7 preto peão · f7 preto peão · g7 preto peão · h7 preto peão · c6 preto cavalo · d6 preto peão · f6 preto cavalo · b5 branco cavalo · e5 preto peão · e4 branco peão · c3 branco cavalo · a2 branco peão · b2 branco peão · c2 branco peão · f2 branco peão · g2 branco peão · h2 branco peão · a1 branco torre · c1 branco bispo · d1 branco rainha · e1 branco rei · f1 branco bispo · h1 branco torre | a8 preto torre · c8 preto bispo · d8 preto rainha · e8 preto rei · f8 preto bispo · h8 preto torre · a7 preto peão · b7 preto peão · f7 preto peão · g7 preto peão · h7 preto peão · c6 preto cavalo · d6 preto peão · f6 preto cavalo · b5 branco cavalo · e5 preto peão · e4 branco peão · c3 branco cavalo · a2 branco peão · b2 branco peão · c2 branco peão · f2 branco peão · g2 branco peão · h2 branco peão · a1 branco torre · c1 branco bispo · d1 branco rainha · e1 branco rei · f1 branco bispo · h1 branco torre | a8 preto torre · c8 preto bispo · d8 preto rainha · e8 preto rei · f8 preto bispo · h8 preto torre · a7 preto peão · b7 preto peão · f7 preto peão · g7 preto peão · h7 preto peão · c6 preto cavalo · d6 preto peão · f6 preto cavalo · b5 branco cavalo · e5 preto peão · e4 branco peão · c3 branco cavalo · a2 branco peão · b2 branco peão · c2 branco peão · f2 branco peão · g2 branco peão · h2 branco peão · a1 branco torre · c1 branco bispo · d1 branco rainha · e1 branco rei · f1 branco bispo · h1 branco torre | a8 preto torre · c8 preto bispo · d8 preto rainha · e8 preto rei · f8 preto bispo · h8 preto torre · a7 preto peão · b7 preto peão · f7 preto peão · g7 preto peão · h7 preto peão · c6 preto cavalo · d6 preto peão · f6 preto cavalo · b5 branco cavalo · e5 preto peão · e4 branco peão · c3 branco cavalo · a2 branco peão · b2 branco peão · c2 branco peão · f2 branco peão · g2 branco peão · h2 branco peão · a1 branco torre · c1 branco bispo · d1 branco rainha · e1 branco rei · f1 branco bispo · h1 branco torre | a8 preto torre · c8 preto bispo · d8 preto rainha · e8 preto rei · f8 preto bispo · h8 preto torre · a7 preto peão · b7 preto peão · f7 preto peão · g7 preto peão · h7 preto peão · c6 preto cavalo · d6 preto peão · f6 preto cavalo · b5 branco cavalo · e5 preto peão · e4 branco peão · c3 branco cavalo · a2 branco peão · b2 branco peão · c2 branco peão · f2 branco peão · g2 branco peão · h2 branco peão · a1 branco torre · c1 branco bispo · d1 branco rainha · e1 branco rei · f1 branco bispo · h1 branco torre | 7 |
| 6 | a8 preto torre · c8 preto bispo · d8 preto rainha · e8 preto rei · f8 preto bispo · h8 preto torre · a7 preto peão · b7 preto peão · f7 preto peão · g7 preto peão · h7 preto peão · c6 preto cavalo · d6 preto peão · f6 preto cavalo · b5 branco cavalo · e5 preto peão · e4 branco peão · c3 branco cavalo · a2 branco peão · b2 branco peão · c2 branco peão · f2 branco peão · g2 branco peão · h2 branco peão · a1 branco torre · c1 branco bispo · d1 branco rainha · e1 branco rei · f1 branco bispo · h1 branco torre | a8 preto torre · c8 preto bispo · d8 preto rainha · e8 preto rei · f8 preto bispo · h8 preto torre · a7 preto peão · b7 preto peão · f7 preto peão · g7 preto peão · h7 preto peão · c6 preto cavalo · d6 preto peão · f6 preto cavalo · b5 branco cavalo · e5 preto peão · e4 branco peão · c3 branco cavalo · a2 branco peão · b2 branco peão · c2 branco peão · f2 branco peão · g2 branco peão · h2 branco peão · a1 branco torre · c1 branco bispo · d1 branco rainha · e1 branco rei · f1 branco bispo · h1 branco torre | a8 preto torre · c8 preto bispo · d8 preto rainha · e8 preto rei · f8 preto bispo · h8 preto torre · a7 preto peão · b7 preto peão · f7 preto peão · g7 preto peão · h7 preto peão · c6 preto cavalo · d6 preto peão · f6 preto cavalo · b5 branco cavalo · e5 preto peão · e4 branco peão · c3 branco cavalo · a2 branco peão · b2 branco peão · c2 branco peão · f2 branco peão · g2 branco peão · h2 branco peão · a1 branco torre · c1 branco bispo · d1 branco rainha · e1 branco rei · f1 branco bispo · h1 branco torre | a8 preto torre · c8 preto bispo · d8 preto rainha · e8 preto rei · f8 preto bispo · h8 preto torre · a7 preto peão · b7 preto peão · f7 preto peão · g7 preto peão · h7 preto peão · c6 preto cavalo · d6 preto peão · f6 preto cavalo · b5 branco cavalo · e5 preto peão · e4 branco peão · c3 branco cavalo · a2 branco peão · b2 branco peão · c2 branco peão · f2 branco peão · g2 branco peão · h2 branco peão · a1 branco torre · c1 branco bispo · d1 branco rainha · e1 branco rei · f1 branco bispo · h1 branco torre | a8 preto torre · c8 preto bispo · d8 preto rainha · e8 preto rei · f8 preto bispo · h8 preto torre · a7 preto peão · b7 preto peão · f7 preto peão · g7 preto peão · h7 preto peão · c6 preto cavalo · d6 preto peão · f6 preto cavalo · b5 branco cavalo · e5 preto peão · e4 branco peão · c3 branco cavalo · a2 branco peão · b2 branco peão · c2 branco peão · f2 branco peão · g2 branco peão · h2 branco peão · a1 branco torre · c1 branco bispo · d1 branco rainha · e1 branco rei · f1 branco bispo · h1 branco torre | a8 preto torre · c8 preto bispo · d8 preto rainha · e8 preto rei · f8 preto bispo · h8 preto torre · a7 preto peão · b7 preto peão · f7 preto peão · g7 preto peão · h7 preto peão · c6 preto cavalo · d6 preto peão · f6 preto cavalo · b5 branco cavalo · e5 preto peão · e4 branco peão · c3 branco cavalo · a2 branco peão · b2 branco peão · c2 branco peão · f2 branco peão · g2 branco peão · h2 branco peão · a1 branco torre · c1 branco bispo · d1 branco rainha · e1 branco rei · f1 branco bispo · h1 branco torre | a8 preto torre · c8 preto bispo · d8 preto rainha · e8 preto rei · f8 preto bispo · h8 preto torre · a7 preto peão · b7 preto peão · f7 preto peão · g7 preto peão · h7 preto peão · c6 preto cavalo · d6 preto peão · f6 preto cavalo · b5 branco cavalo · e5 preto peão · e4 branco peão · c3 branco cavalo · a2 branco peão · b2 branco peão · c2 branco peão · f2 branco peão · g2 branco peão · h2 branco peão · a1 branco torre · c1 branco bispo · d1 branco rainha · e1 branco rei · f1 branco bispo · h1 branco torre | a8 preto torre · c8 preto bispo · d8 preto rainha · e8 preto rei · f8 preto bispo · h8 preto torre · a7 preto peão · b7 preto peão · f7 preto peão · g7 preto peão · h7 preto peão · c6 preto cavalo · d6 preto peão · f6 preto cavalo · b5 branco cavalo · e5 preto peão · e4 branco peão · c3 branco cavalo · a2 branco peão · b2 branco peão · c2 branco peão · f2 branco peão · g2 branco peão · h2 branco peão · a1 branco torre · c1 branco bispo · d1 branco rainha · e1 branco rei · f1 branco bispo · h1 branco torre | 6 |
| 5 | a8 preto torre · c8 preto bispo · d8 preto rainha · e8 preto rei · f8 preto bispo · h8 preto torre · a7 preto peão · b7 preto peão · f7 preto peão · g7 preto peão · h7 preto peão · c6 preto cavalo · d6 preto peão · f6 preto cavalo · b5 branco cavalo · e5 preto peão · e4 branco peão · c3 branco cavalo · a2 branco peão · b2 branco peão · c2 branco peão · f2 branco peão · g2 branco peão · h2 branco peão · a1 branco torre · c1 branco bispo · d1 branco rainha · e1 branco rei · f1 branco bispo · h1 branco torre | a8 preto torre · c8 preto bispo · d8 preto rainha · e8 preto rei · f8 preto bispo · h8 preto torre · a7 preto peão · b7 preto peão · f7 preto peão · g7 preto peão · h7 preto peão · c6 preto cavalo · d6 preto peão · f6 preto cavalo · b5 branco cavalo · e5 preto peão · e4 branco peão · c3 branco cavalo · a2 branco peão · b2 branco peão · c2 branco peão · f2 branco peão · g2 branco peão · h2 branco peão · a1 branco torre · c1 branco bispo · d1 branco rainha · e1 branco rei · f1 branco bispo · h1 branco torre | a8 preto torre · c8 preto bispo · d8 preto rainha · e8 preto rei · f8 preto bispo · h8 preto torre · a7 preto peão · b7 preto peão · f7 preto peão · g7 preto peão · h7 preto peão · c6 preto cavalo · d6 preto peão · f6 preto cavalo · b5 branco cavalo · e5 preto peão · e4 branco peão · c3 branco cavalo · a2 branco peão · b2 branco peão · c2 branco peão · f2 branco peão · g2 branco peão · h2 branco peão · a1 branco torre · c1 branco bispo · d1 branco rainha · e1 branco rei · f1 branco bispo · h1 branco torre | a8 preto torre · c8 preto bispo · d8 preto rainha · e8 preto rei · f8 preto bispo · h8 preto torre · a7 preto peão · b7 preto peão · f7 preto peão · g7 preto peão · h7 preto peão · c6 preto cavalo · d6 preto peão · f6 preto cavalo · b5 branco cavalo · e5 preto peão · e4 branco peão · c3 branco cavalo · a2 branco peão · b2 branco peão · c2 branco peão · f2 branco peão · g2 branco peão · h2 branco peão · a1 branco torre · c1 branco bispo · d1 branco rainha · e1 branco rei · f1 branco bispo · h1 branco torre | a8 preto torre · c8 preto bispo · d8 preto rainha · e8 preto rei · f8 preto bispo · h8 preto torre · a7 preto peão · b7 preto peão · f7 preto peão · g7 preto peão · h7 preto peão · c6 preto cavalo · d6 preto peão · f6 preto cavalo · b5 branco cavalo · e5 preto peão · e4 branco peão · c3 branco cavalo · a2 branco peão · b2 branco peão · c2 branco peão · f2 branco peão · g2 branco peão · h2 branco peão · a1 branco torre · c1 branco bispo · d1 branco rainha · e1 branco rei · f1 branco bispo · h1 branco torre | a8 preto torre · c8 preto bispo · d8 preto rainha · e8 preto rei · f8 preto bispo · h8 preto torre · a7 preto peão · b7 preto peão · f7 preto peão · g7 preto peão · h7 preto peão · c6 preto cavalo · d6 preto peão · f6 preto cavalo · b5 branco cavalo · e5 preto peão · e4 branco peão · c3 branco cavalo · a2 branco peão · b2 branco peão · c2 branco peão · f2 branco peão · g2 branco peão · h2 branco peão · a1 branco torre · c1 branco bispo · d1 branco rainha · e1 branco rei · f1 branco bispo · h1 branco torre | a8 preto torre · c8 preto bispo · d8 preto rainha · e8 preto rei · f8 preto bispo · h8 preto torre · a7 preto peão · b7 preto peão · f7 preto peão · g7 preto peão · h7 preto peão · c6 preto cavalo · d6 preto peão · f6 preto cavalo · b5 branco cavalo · e5 preto peão · e4 branco peão · c3 branco cavalo · a2 branco peão · b2 branco peão · c2 branco peão · f2 branco peão · g2 branco peão · h2 branco peão · a1 branco torre · c1 branco bispo · d1 branco rainha · e1 branco rei · f1 branco bispo · h1 branco torre | a8 preto torre · c8 preto bispo · d8 preto rainha · e8 preto rei · f8 preto bispo · h8 preto torre · a7 preto peão · b7 preto peão · f7 preto peão · g7 preto peão · h7 preto peão · c6 preto cavalo · d6 preto peão · f6 preto cavalo · b5 branco cavalo · e5 preto peão · e4 branco peão · c3 branco cavalo · a2 branco peão · b2 branco peão · c2 branco peão · f2 branco peão · g2 branco peão · h2 branco peão · a1 branco torre · c1 branco bispo · d1 branco rainha · e1 branco rei · f1 branco bispo · h1 branco torre | 5 |
| 4 | a8 preto torre · c8 preto bispo · d8 preto rainha · e8 preto rei · f8 preto bispo · h8 preto torre · a7 preto peão · b7 preto peão · f7 preto peão · g7 preto peão · h7 preto peão · c6 preto cavalo · d6 preto peão · f6 preto cavalo · b5 branco cavalo · e5 preto peão · e4 branco peão · c3 branco cavalo · a2 branco peão · b2 branco peão · c2 branco peão · f2 branco peão · g2 branco peão · h2 branco peão · a1 branco torre · c1 branco bispo · d1 branco rainha · e1 branco rei · f1 branco bispo · h1 branco torre | a8 preto torre · c8 preto bispo · d8 preto rainha · e8 preto rei · f8 preto bispo · h8 preto torre · a7 preto peão · b7 preto peão · f7 preto peão · g7 preto peão · h7 preto peão · c6 preto cavalo · d6 preto peão · f6 preto cavalo · b5 branco cavalo · e5 preto peão · e4 branco peão · c3 branco cavalo · a2 branco peão · b2 branco peão · c2 branco peão · f2 branco peão · g2 branco peão · h2 branco peão · a1 branco torre · c1 branco bispo · d1 branco rainha · e1 branco rei · f1 branco bispo · h1 branco torre | a8 preto torre · c8 preto bispo · d8 preto rainha · e8 preto rei · f8 preto bispo · h8 preto torre · a7 preto peão · b7 preto peão · f7 preto peão · g7 preto peão · h7 preto peão · c6 preto cavalo · d6 preto peão · f6 preto cavalo · b5 branco cavalo · e5 preto peão · e4 branco peão · c3 branco cavalo · a2 branco peão · b2 branco peão · c2 branco peão · f2 branco peão · g2 branco peão · h2 branco peão · a1 branco torre · c1 branco bispo · d1 branco rainha · e1 branco rei · f1 branco bispo · h1 branco torre | a8 preto torre · c8 preto bispo · d8 preto rainha · e8 preto rei · f8 preto bispo · h8 preto torre · a7 preto peão · b7 preto peão · f7 preto peão · g7 preto peão · h7 preto peão · c6 preto cavalo · d6 preto peão · f6 preto cavalo · b5 branco cavalo · e5 preto peão · e4 branco peão · c3 branco cavalo · a2 branco peão · b2 branco peão · c2 branco peão · f2 branco peão · g2 branco peão · h2 branco peão · a1 branco torre · c1 branco bispo · d1 branco rainha · e1 branco rei · f1 branco bispo · h1 branco torre | a8 preto torre · c8 preto bispo · d8 preto rainha · e8 preto rei · f8 preto bispo · h8 preto torre · a7 preto peão · b7 preto peão · f7 preto peão · g7 preto peão · h7 preto peão · c6 preto cavalo · d6 preto peão · f6 preto cavalo · b5 branco cavalo · e5 preto peão · e4 branco peão · c3 branco cavalo · a2 branco peão · b2 branco peão · c2 branco peão · f2 branco peão · g2 branco peão · h2 branco peão · a1 branco torre · c1 branco bispo · d1 branco rainha · e1 branco rei · f1 branco bispo · h1 branco torre | a8 preto torre · c8 preto bispo · d8 preto rainha · e8 preto rei · f8 preto bispo · h8 preto torre · a7 preto peão · b7 preto peão · f7 preto peão · g7 preto peão · h7 preto peão · c6 preto cavalo · d6 preto peão · f6 preto cavalo · b5 branco cavalo · e5 preto peão · e4 branco peão · c3 branco cavalo · a2 branco peão · b2 branco peão · c2 branco peão · f2 branco peão · g2 branco peão · h2 branco peão · a1 branco torre · c1 branco bispo · d1 branco rainha · e1 branco rei · f1 branco bispo · h1 branco torre | a8 preto torre · c8 preto bispo · d8 preto rainha · e8 preto rei · f8 preto bispo · h8 preto torre · a7 preto peão · b7 preto peão · f7 preto peão · g7 preto peão · h7 preto peão · c6 preto cavalo · d6 preto peão · f6 preto cavalo · b5 branco cavalo · e5 preto peão · e4 branco peão · c3 branco cavalo · a2 branco peão · b2 branco peão · c2 branco peão · f2 branco peão · g2 branco peão · h2 branco peão · a1 branco torre · c1 branco bispo · d1 branco rainha · e1 branco rei · f1 branco bispo · h1 branco torre | a8 preto torre · c8 preto bispo · d8 preto rainha · e8 preto rei · f8 preto bispo · h8 preto torre · a7 preto peão · b7 preto peão · f7 preto peão · g7 preto peão · h7 preto peão · c6 preto cavalo · d6 preto peão · f6 preto cavalo · b5 branco cavalo · e5 preto peão · e4 branco peão · c3 branco cavalo · a2 branco peão · b2 branco peão · c2 branco peão · f2 branco peão · g2 branco peão · h2 branco peão · a1 branco torre · c1 branco bispo · d1 branco rainha · e1 branco rei · f1 branco bispo · h1 branco torre | 4 |
| 3 | a8 preto torre · c8 preto bispo · d8 preto rainha · e8 preto rei · f8 preto bispo · h8 preto torre · a7 preto peão · b7 preto peão · f7 preto peão · g7 preto peão · h7 preto peão · c6 preto cavalo · d6 preto peão · f6 preto cavalo · b5 branco cavalo · e5 preto peão · e4 branco peão · c3 branco cavalo · a2 branco peão · b2 branco peão · c2 branco peão · f2 branco peão · g2 branco peão · h2 branco peão · a1 branco torre · c1 branco bispo · d1 branco rainha · e1 branco rei · f1 branco bispo · h1 branco torre | a8 preto torre · c8 preto bispo · d8 preto rainha · e8 preto rei · f8 preto bispo · h8 preto torre · a7 preto peão · b7 preto peão · f7 preto peão · g7 preto peão · h7 preto peão · c6 preto cavalo · d6 preto peão · f6 preto cavalo · b5 branco cavalo · e5 preto peão · e4 branco peão · c3 branco cavalo · a2 branco peão · b2 branco peão · c2 branco peão · f2 branco peão · g2 branco peão · h2 branco peão · a1 branco torre · c1 branco bispo · d1 branco rainha · e1 branco rei · f1 branco bispo · h1 branco torre | a8 preto torre · c8 preto bispo · d8 preto rainha · e8 preto rei · f8 preto bispo · h8 preto torre · a7 preto peão · b7 preto peão · f7 preto peão · g7 preto peão · h7 preto peão · c6 preto cavalo · d6 preto peão · f6 preto cavalo · b5 branco cavalo · e5 preto peão · e4 branco peão · c3 branco cavalo · a2 branco peão · b2 branco peão · c2 branco peão · f2 branco peão · g2 branco peão · h2 branco peão · a1 branco torre · c1 branco bispo · d1 branco rainha · e1 branco rei · f1 branco bispo · h1 branco torre | a8 preto torre · c8 preto bispo · d8 preto rainha · e8 preto rei · f8 preto bispo · h8 preto torre · a7 preto peão · b7 preto peão · f7 preto peão · g7 preto peão · h7 preto peão · c6 preto cavalo · d6 preto peão · f6 preto cavalo · b5 branco cavalo · e5 preto peão · e4 branco peão · c3 branco cavalo · a2 branco peão · b2 branco peão · c2 branco peão · f2 branco peão · g2 branco peão · h2 branco peão · a1 branco torre · c1 branco bispo · d1 branco rainha · e1 branco rei · f1 branco bispo · h1 branco torre | a8 preto torre · c8 preto bispo · d8 preto rainha · e8 preto rei · f8 preto bispo · h8 preto torre · a7 preto peão · b7 preto peão · f7 preto peão · g7 preto peão · h7 preto peão · c6 preto cavalo · d6 preto peão · f6 preto cavalo · b5 branco cavalo · e5 preto peão · e4 branco peão · c3 branco cavalo · a2 branco peão · b2 branco peão · c2 branco peão · f2 branco peão · g2 branco peão · h2 branco peão · a1 branco torre · c1 branco bispo · d1 branco rainha · e1 branco rei · f1 branco bispo · h1 branco torre | a8 preto torre · c8 preto bispo · d8 preto rainha · e8 preto rei · f8 preto bispo · h8 preto torre · a7 preto peão · b7 preto peão · f7 preto peão · g7 preto peão · h7 preto peão · c6 preto cavalo · d6 preto peão · f6 preto cavalo · b5 branco cavalo · e5 preto peão · e4 branco peão · c3 branco cavalo · a2 branco peão · b2 branco peão · c2 branco peão · f2 branco peão · g2 branco peão · h2 branco peão · a1 branco torre · c1 branco bispo · d1 branco rainha · e1 branco rei · f1 branco bispo · h1 branco torre | a8 preto torre · c8 preto bispo · d8 preto rainha · e8 preto rei · f8 preto bispo · h8 preto torre · a7 preto peão · b7 preto peão · f7 preto peão · g7 preto peão · h7 preto peão · c6 preto cavalo · d6 preto peão · f6 preto cavalo · b5 branco cavalo · e5 preto peão · e4 branco peão · c3 branco cavalo · a2 branco peão · b2 branco peão · c2 branco peão · f2 branco peão · g2 branco peão · h2 branco peão · a1 branco torre · c1 branco bispo · d1 branco rainha · e1 branco rei · f1 branco bispo · h1 branco torre | a8 preto torre · c8 preto bispo · d8 preto rainha · e8 preto rei · f8 preto bispo · h8 preto torre · a7 preto peão · b7 preto peão · f7 preto peão · g7 preto peão · h7 preto peão · c6 preto cavalo · d6 preto peão · f6 preto cavalo · b5 branco cavalo · e5 preto peão · e4 branco peão · c3 branco cavalo · a2 branco peão · b2 branco peão · c2 branco peão · f2 branco peão · g2 branco peão · h2 branco peão · a1 branco torre · c1 branco bispo · d1 branco rainha · e1 branco rei · f1 branco bispo · h1 branco torre | 3 |
| 2 | a8 preto torre · c8 preto bispo · d8 preto rainha · e8 preto rei · f8 preto bispo · h8 preto torre · a7 preto peão · b7 preto peão · f7 preto peão · g7 preto peão · h7 preto peão · c6 preto cavalo · d6 preto peão · f6 preto cavalo · b5 branco cavalo · e5 preto peão · e4 branco peão · c3 branco cavalo · a2 branco peão · b2 branco peão · c2 branco peão · f2 branco peão · g2 branco peão · h2 branco peão · a1 branco torre · c1 branco bispo · d1 branco rainha · e1 branco rei · f1 branco bispo · h1 branco torre | a8 preto torre · c8 preto bispo · d8 preto rainha · e8 preto rei · f8 preto bispo · h8 preto torre · a7 preto peão · b7 preto peão · f7 preto peão · g7 preto peão · h7 preto peão · c6 preto cavalo · d6 preto peão · f6 preto cavalo · b5 branco cavalo · e5 preto peão · e4 branco peão · c3 branco cavalo · a2 branco peão · b2 branco peão · c2 branco peão · f2 branco peão · g2 branco peão · h2 branco peão · a1 branco torre · c1 branco bispo · d1 branco rainha · e1 branco rei · f1 branco bispo · h1 branco torre | a8 preto torre · c8 preto bispo · d8 preto rainha · e8 preto rei · f8 preto bispo · h8 preto torre · a7 preto peão · b7 preto peão · f7 preto peão · g7 preto peão · h7 preto peão · c6 preto cavalo · d6 preto peão · f6 preto cavalo · b5 branco cavalo · e5 preto peão · e4 branco peão · c3 branco cavalo · a2 branco peão · b2 branco peão · c2 branco peão · f2 branco peão · g2 branco peão · h2 branco peão · a1 branco torre · c1 branco bispo · d1 branco rainha · e1 branco rei · f1 branco bispo · h1 branco torre | a8 preto torre · c8 preto bispo · d8 preto rainha · e8 preto rei · f8 preto bispo · h8 preto torre · a7 preto peão · b7 preto peão · f7 preto peão · g7 preto peão · h7 preto peão · c6 preto cavalo · d6 preto peão · f6 preto cavalo · b5 branco cavalo · e5 preto peão · e4 branco peão · c3 branco cavalo · a2 branco peão · b2 branco peão · c2 branco peão · f2 branco peão · g2 branco peão · h2 branco peão · a1 branco torre · c1 branco bispo · d1 branco rainha · e1 branco rei · f1 branco bispo · h1 branco torre | a8 preto torre · c8 preto bispo · d8 preto rainha · e8 preto rei · f8 preto bispo · h8 preto torre · a7 preto peão · b7 preto peão · f7 preto peão · g7 preto peão · h7 preto peão · c6 preto cavalo · d6 preto peão · f6 preto cavalo · b5 branco cavalo · e5 preto peão · e4 branco peão · c3 branco cavalo · a2 branco peão · b2 branco peão · c2 branco peão · f2 branco peão · g2 branco peão · h2 branco peão · a1 branco torre · c1 branco bispo · d1 branco rainha · e1 branco rei · f1 branco bispo · h1 branco torre | a8 preto torre · c8 preto bispo · d8 preto rainha · e8 preto rei · f8 preto bispo · h8 preto torre · a7 preto peão · b7 preto peão · f7 preto peão · g7 preto peão · h7 preto peão · c6 preto cavalo · d6 preto peão · f6 preto cavalo · b5 branco cavalo · e5 preto peão · e4 branco peão · c3 branco cavalo · a2 branco peão · b2 branco peão · c2 branco peão · f2 branco peão · g2 branco peão · h2 branco peão · a1 branco torre · c1 branco bispo · d1 branco rainha · e1 branco rei · f1 branco bispo · h1 branco torre | a8 preto torre · c8 preto bispo · d8 preto rainha · e8 preto rei · f8 preto bispo · h8 preto torre · a7 preto peão · b7 preto peão · f7 preto peão · g7 preto peão · h7 preto peão · c6 preto cavalo · d6 preto peão · f6 preto cavalo · b5 branco cavalo · e5 preto peão · e4 branco peão · c3 branco cavalo · a2 branco peão · b2 branco peão · c2 branco peão · f2 branco peão · g2 branco peão · h2 branco peão · a1 branco torre · c1 branco bispo · d1 branco rainha · e1 branco rei · f1 branco bispo · h1 branco torre | a8 preto torre · c8 preto bispo · d8 preto rainha · e8 preto rei · f8 preto bispo · h8 preto torre · a7 preto peão · b7 preto peão · f7 preto peão · g7 preto peão · h7 preto peão · c6 preto cavalo · d6 preto peão · f6 preto cavalo · b5 branco cavalo · e5 preto peão · e4 branco peão · c3 branco cavalo · a2 branco peão · b2 branco peão · c2 branco peão · f2 branco peão · g2 branco peão · h2 branco peão · a1 branco torre · c1 branco bispo · d1 branco rainha · e1 branco rei · f1 branco bispo · h1 branco torre | 2 |
| 1 | a8 preto torre · c8 preto bispo · d8 preto rainha · e8 preto rei · f8 preto bispo · h8 preto torre · a7 preto peão · b7 preto peão · f7 preto peão · g7 preto peão · h7 preto peão · c6 preto cavalo · d6 preto peão · f6 preto cavalo · b5 branco cavalo · e5 preto peão · e4 branco peão · c3 branco cavalo · a2 branco peão · b2 branco peão · c2 branco peão · f2 branco peão · g2 branco peão · h2 branco peão · a1 branco torre · c1 branco bispo · d1 branco rainha · e1 branco rei · f1 branco bispo · h1 branco torre | a8 preto torre · c8 preto bispo · d8 preto rainha · e8 preto rei · f8 preto bispo · h8 preto torre · a7 preto peão · b7 preto peão · f7 preto peão · g7 preto peão · h7 preto peão · c6 preto cavalo · d6 preto peão · f6 preto cavalo · b5 branco cavalo · e5 preto peão · e4 branco peão · c3 branco cavalo · a2 branco peão · b2 branco peão · c2 branco peão · f2 branco peão · g2 branco peão · h2 branco peão · a1 branco torre · c1 branco bispo · d1 branco rainha · e1 branco rei · f1 branco bispo · h1 branco torre | a8 preto torre · c8 preto bispo · d8 preto rainha · e8 preto rei · f8 preto bispo · h8 preto torre · a7 preto peão · b7 preto peão · f7 preto peão · g7 preto peão · h7 preto peão · c6 preto cavalo · d6 preto peão · f6 preto cavalo · b5 branco cavalo · e5 preto peão · e4 branco peão · c3 branco cavalo · a2 branco peão · b2 branco peão · c2 branco peão · f2 branco peão · g2 branco peão · h2 branco peão · a1 branco torre · c1 branco bispo · d1 branco rainha · e1 branco rei · f1 branco bispo · h1 branco torre | a8 preto torre · c8 preto bispo · d8 preto rainha · e8 preto rei · f8 preto bispo · h8 preto torre · a7 preto peão · b7 preto peão · f7 preto peão · g7 preto peão · h7 preto peão · c6 preto cavalo · d6 preto peão · f6 preto cavalo · b5 branco cavalo · e5 preto peão · e4 branco peão · c3 branco cavalo · a2 branco peão · b2 branco peão · c2 branco peão · f2 branco peão · g2 branco peão · h2 branco peão · a1 branco torre · c1 branco bispo · d1 branco rainha · e1 branco rei · f1 branco bispo · h1 branco torre | a8 preto torre · c8 preto bispo · d8 preto rainha · e8 preto rei · f8 preto bispo · h8 preto torre · a7 preto peão · b7 preto peão · f7 preto peão · g7 preto peão · h7 preto peão · c6 preto cavalo · d6 preto peão · f6 preto cavalo · b5 branco cavalo · e5 preto peão · e4 branco peão · c3 branco cavalo · a2 branco peão · b2 branco peão · c2 branco peão · f2 branco peão · g2 branco peão · h2 branco peão · a1 branco torre · c1 branco bispo · d1 branco rainha · e1 branco rei · f1 branco bispo · h1 branco torre | a8 preto torre · c8 preto bispo · d8 preto rainha · e8 preto rei · f8 preto bispo · h8 preto torre · a7 preto peão · b7 preto peão · f7 preto peão · g7 preto peão · h7 preto peão · c6 preto cavalo · d6 preto peão · f6 preto cavalo · b5 branco cavalo · e5 preto peão · e4 branco peão · c3 branco cavalo · a2 branco peão · b2 branco peão · c2 branco peão · f2 branco peão · g2 branco peão · h2 branco peão · a1 branco torre · c1 branco bispo · d1 branco rainha · e1 branco rei · f1 branco bispo · h1 branco torre | a8 preto torre · c8 preto bispo · d8 preto rainha · e8 preto rei · f8 preto bispo · h8 preto torre · a7 preto peão · b7 preto peão · f7 preto peão · g7 preto peão · h7 preto peão · c6 preto cavalo · d6 preto peão · f6 preto cavalo · b5 branco cavalo · e5 preto peão · e4 branco peão · c3 branco cavalo · a2 branco peão · b2 branco peão · c2 branco peão · f2 branco peão · g2 branco peão · h2 branco peão · a1 branco torre · c1 branco bispo · d1 branco rainha · e1 branco rei · f1 branco bispo · h1 branco torre | a8 preto torre · c8 preto bispo · d8 preto rainha · e8 preto rei · f8 preto bispo · h8 preto torre · a7 preto peão · b7 preto peão · f7 preto peão · g7 preto peão · h7 preto peão · c6 preto cavalo · d6 preto peão · f6 preto cavalo · b5 branco cavalo · e5 preto peão · e4 branco peão · c3 branco cavalo · a2 branco peão · b2 branco peão · c2 branco peão · f2 branco peão · g2 branco peão · h2 branco peão · a1 branco torre · c1 branco bispo · d1 branco rainha · e1 branco rei · f1 branco bispo · h1 branco torre | 1 |
|   | a | b | c | d | e | f | g | h |   |

O trabalho de Sveshnikov com seu amigo e Grande Mestre Gennadi Timoshchenko entre as décadas de 1960 e 1970 é considerado como uma das principais realizaçñes de Sveshnikov no mundo do xadrez.
Anteriormente conhecida como a Variação Lasker-Pelikan da Defesa Siciliana, a Variação Sveshnikikov foi considerado de mérito duvidoso até que Sveshnikov o transformou em uma abertura jogável e excitante. Visto que a balança entre vitória e derrota pode mudar rapidamente, esta variação é atrativa para as pretas buscando uma vitória. Mark Taimanov descreveu a variação como a "última grande descoberta" da teoria de xadrez. A Variação Sveshnikov é atualmente jogada regularmente por Grandes Mestres de xadrez. Vladimir Kramnik e Valery Salov são usuários do Sveshnikov Siciliano (1.e4 c5 2.Cf3 Cc6 3.d4 cxd4 4.Cxd4 Cf6 5.Cc3 e5, com a Variação Sveshnikov propriadamente dita continunando com 6.Cdb5 d6), mas Kasparov, Shirov, Leko e Khalifman também obtiveram sucessos com esta tática. A abertura é rica em possibilidades táticas, e apesar da análise profunda que foi sujeita, novas ideias ainda são continuadamente propostas. Sveshnikov escreveu um livro sobre esta variação, nomeado modestamente de "O Siciliano Pelikan".
Sveshnikov também foi um pioneiro da Variação Avançada 3.e5 da Defesa Francesa, e da Variação Alapin da Defesa Siciliana.